# Juarros de Voltoya
Juarros de Voltoya è un comune spagnolo di 275 abitanti situato nella comunità autonoma di Castiglia e León.